# ASB Classic 2011 - Qualificazioni singolare
Le qualificazioni del singolare  dell'ASB Classic 2011 sono state un torneo di tennis preliminare per accedere alla fase finale della manifestazione. I vincitori dell'ultimo turno sono entrati di diritto nel tabellone principale. In caso di ritiro di uno o più giocatori aventi diritto a questi sono subentrati i lucky loser, ossia i giocatori che hanno perso nell'ultimo turno ma che avevano una classifica più alta rispetto agli altri partecipanti che avevano comunque perso nel turno finale.

## Teste di serie
1. Alberta Brianti (qualificata, Lucky Loser)
2. Mirjana Lučić (secondo turno)
3. Jill Craybas (secondo turno)
4. Junri Namigata (secondo turno)

1. Olivia Sanchez (secondo turno, ritiro)
2. Kurumi Nara (secondo turno)
3. Jamie Hampton (primo turno)
4. Stefanie Vögele (primo turno)

## Qualificate
1. Heather Watson
2. Sabine Lisicki

1. Florencia Molinero
2. Noppawan Lertcheewakarn

## Lucky Loser
1. Alberta Brianti

## Tabellone qualificazioni

### 1ª sezione
|  | Primo turno   | Primo turno     | Primo turno     | Primo turno | Primo turno |  |  | Secondo turno   | Secondo turno   | Secondo turno   | Secondo turno  | Secondo turno  |   |   | Ultimo turno | Ultimo turno    | Ultimo turno    | Ultimo turno | Ultimo turno |  |
|  |               |                 |                 |             |             |  |  |                 |                 |                 |                |                |   |   |              |                 |                 |              |              |  |
|  | 1             | Alberta Brianti | 4               | 6           | 6           |  |  |                 |                 |                 |                |                |   |   |              |                 |                 |              |              |  |
|  |               | Mandy Minella   | 6               | 1           | 1           |  |  | 1               | Alberta Brianti | Alberta Brianti | 6              | 6              |   |   |              |                 |                 |              |              |  |
|  | Elena Bovina  | Elena Bovina    | Elena Bovina    | 6           | 6           |  |  |                 | Elena Bovina    | Elena Bovina    | 2              | 4              |   |   |              |                 |                 |              |              |  |
|  | Aiko Nakamura | Aiko Nakamura   | Aiko Nakamura   | 4           | 0           |  |  |                 |                 |                 |                |                |   |   | 1            | Alberta Brianti | Alberta Brianti | 3            | 2            |  |
|  |               | Corinna Dentoni | Corinna Dentoni | 6           | 6           |  |  |                 |                 |                 | Heather Watson | Heather Watson | 6 | 6 |              |                 |                 |              |              |  |
|  | WC            | Leela Beattie   | Leela Beattie   | 2           | 4           |  |  | Corinna Dentoni | Corinna Dentoni | Corinna Dentoni | 5              | 4              |   |   |              |                 |                 |              |              |  |
|  |               | Heather Watson  | Heather Watson  | 6           | 6           |  |  | Heather Watson  | Heather Watson  | Heather Watson  | 7              | 6              |   |   |              |                 |                 |              |              |  |
|  | 7             | Jamie Hampton   | Jamie Hampton   | 1           | 2           |  |  |                 |                 |                 |                |                |   |   |              |                 |                 |              |              |  |

### 2ª sezione
|  | Primo turno           | Primo turno           | Primo turno           | Primo turno | Primo turno |  |  | Secondo turno         | Secondo turno         | Secondo turno         | Secondo turno | Secondo turno |   |    | Ultimo turno   | Ultimo turno   | Ultimo turno | Ultimo turno | Ultimo turno |  |
|  |                       |                       |                       |             |             |  |  |                       |                       |                       |               |               |   |    |                |                |              |              |              |  |
|  | 2                     | Mirjana Lučić         | Mirjana Lučić         | 6           | 6           |  |  |                       |                       |                       |               |               |   |    |                |                |              |              |              |  |
|  |                       | María Irigoyen        | María Irigoyen        | 1           | 4           |  |  | 2                     | Mirjana Lučić         | Mirjana Lučić         | 3             | 4             |   |    |                |                |              |              |              |  |
|  | Stéphanie Dubois      | Stéphanie Dubois      | 6                     | 4           | 0           |  |  |                       | Sabine Lisicki        | Sabine Lisicki        | 6             | 6             |   |    |                |                |              |              |              |  |
|  | Sabine Lisicki        | Sabine Lisicki        | 4                     | 6           | 6           |  |  |                       |                       |                       |               |               |   |    | Sabine Lisicki | Sabine Lisicki | 6            | 67           | 7            |  |
|  | Sílvia Soler Espinosa | Sílvia Soler Espinosa | Sílvia Soler Espinosa | 6           | 7           |  |  |                       |                       | Sania Mirza           | Sania Mirza   | 1             | 7 | 65 |                |                |              |              |              |  |
|  | Anne Kremer           | Anne Kremer           | Anne Kremer           | 2           | 5           |  |  | Sílvia Soler Espinosa | Sílvia Soler Espinosa | Sílvia Soler Espinosa | 2             | 2             |   |    |                |                |              |              |              |  |
|  |                       | Sania Mirza           | Sania Mirza           | 6           | 6           |  |  | Sania Mirza           | Sania Mirza           | Sania Mirza           | 6             | 6             |   |    |                |                |              |              |              |  |
|  | 8                     | Stefanie Vögele       | Stefanie Vögele       | 4           | 0           |  |  |                       |                       |                       |               |               |   |    |                |                |              |              |              |  |

### 3ª sezione
|  | Primo turno        | Primo turno         | Primo turno         | Primo turno | Primo turno |  |  | Secondo turno | Secondo turno       | Secondo turno      | Secondo turno      | Secondo turno |   |   | Ultimo turno        | Ultimo turno        | Ultimo turno | Ultimo turno | Ultimo turno |  |
|  |                    |                     |                     |             |             |  |  |               |                     |                    |                    |               |   |   |                     |                     |              |              |              |  |
|  | 3                  | Jill Craybas        | 4                   | 6           | 6           |  |  |               |                     |                    |                    |               |   |   |                     |                     |              |              |              |  |
|  | WC                 | Katherine Westbury  | 6                   | 4           | 0           |  |  | 3             | Jill Craybas        | 0                  | 6                  | 5             |   |   |                     |                     |              |              |              |  |
|  | WC                 | Vladimíra Uhlířová  | Vladimíra Uhlířová  | 4           | 4           |  |  |               | Anna-Lena Grönefeld | 6                  | 1                  | 7             |   |   |                     |                     |              |              |              |  |
|  |                    | Anna-Lena Grönefeld | Anna-Lena Grönefeld | 6           | 6           |  |  |               |                     |                    |                    |               |   |   | Anna-Lena Grönefeld | Anna-Lena Grönefeld | 6            | 5            | 3            |  |
|  | Florencia Molinero | Florencia Molinero  | Florencia Molinero  | 6           | 6           |  |  |               |                     | Florencia Molinero | Florencia Molinero | 1             | 7 | 6 |                     |                     |              |              |              |  |
|  | Eva Birnerová      | Eva Birnerová       | Eva Birnerová       | 3           | 1           |  |  |               | Florencia Molinero  | Florencia Molinero | 5                  |               |   |   |                     |                     |              |              |              |  |
|  |                    | Liana Ungur         | Liana Ungur         | 1           | 2           |  |  | 5             | Olivia Sanchez      | Olivia Sanchez     | 0                  | r             |   |   |                     |                     |              |              |              |  |
|  | 5                  | Olivia Sanchez      | Olivia Sanchez      | 6           | 6           |  |  |               |                     |                    |                    |               |   |   |                     |                     |              |              |              |  |

### 4ª sezione
|  | Primo turno             | Primo turno             | Primo turno             | Primo turno | Primo turno |  |  | Secondo turno | Secondo turno           | Secondo turno           | Secondo turno           | Secondo turno           |   |   | Ultimo turno  | Ultimo turno  | Ultimo turno  | Ultimo turno | Ultimo turno |  |
|  |                         |                         |                         |             |             |  |  |               |                         |                         |                         |                         |   |   |               |               |               |              |              |  |
|  | 4                       | Junri Namigata          | 1                       | 6           | 6           |  |  |               |                         |                         |                         |                         |   |   |               |               |               |              |              |  |
|  |                         | Sloane Stephens         | 6                       | 2           | 4           |  |  | 4             | Junri Namigata          | Junri Namigata          | 5                       | 3                       |   |   |               |               |               |              |              |  |
|  |                         | Katie O'Brien           | Katie O'Brien           | 6           | 6           |  |  |               | Katie O'Brien           | Katie O'Brien           | 7                       | 6                       |   |   |               |               |               |              |              |  |
|  | WC                      | Emily Fanning           | Emily Fanning           | 2           | 2           |  |  |               |                         |                         |                         |                         |   |   | Katie O'Brien | Katie O'Brien | Katie O'Brien | 0            | 3            |  |
|  | Līga Dekmeijere         | Līga Dekmeijere         | Līga Dekmeijere         | 6           | 1           |  |  |               |                         | Noppawan Lertcheewakarn | Noppawan Lertcheewakarn | Noppawan Lertcheewakarn | 6 | 6 |               |               |               |              |              |  |
|  | Noppawan Lertcheewakarn | Noppawan Lertcheewakarn | Noppawan Lertcheewakarn | 7           | 6           |  |  |               | Noppawan Lertcheewakarn | 4                       | 7                       | 7                       |   |   |               |               |               |              |              |  |
|  |                         | Natalie Grandin         | Natalie Grandin         | 3           | 1           |  |  | 6             | Kurumi Nara             | 6                       | 68                      | 5                       |   |   |               |               |               |              |              |  |
|  | 6                       | Kurumi Nara             | Kurumi Nara             | 6           | 6           |  |  |               |                         |                         |                         |                         |   |   |               |               |               |              |              |  |